# 恰尔托雷斯基博物馆
恰尔托雷斯基博物馆位于波兰克拉科夫，由伊莎贝拉·恰尔托雷斯卡公主于1796年创立。
博物馆的镇馆之宝为意大利画家莱奥纳尔多·达芬奇的作品《抱银鼠的女子》。